# Observatorio Perkins
El Observatorio  Perkins (nombre original en inglés: Perkins Observatory) es un observatorio astronómico situado en Delaware, Ohio. Es propiedad y está operado por la Universidad Wesleyana de Ohio.
Fue fundado por iniciativa de Hiram Perkins, un profesor de la Universidad que amasó una considerable fortuna con sus inversiones. Cuando se inauguró en 1925, contaba con el telescopio Perkins, por entonces el tercer mayor telescopio del mundo (trasladado en los años 1960 al Observatorio Lowell). Su código del Minor Planet Center es el H69.

## Primeros años
El observatorio debe su nombre a Hiram Perkins, un profesor de matemáticas y astronomía de la Universidad Wesleyana de Ohio, en Delaware, de 1857 a 1907. Devoto metodista y hombre de convicciones profundas, era también conocido como un educador comprometido y un instructor exigente.
Perkins se graduó en la Universidad Wesleyana en 1857, justo nueve años después de haberse fundado la institución. Inmediatamente se le ofreció un puesto en la facultad, y poco después se casó con Caroline Barkdull, licenciada por la Universidad Femenina Wesleyana de Ohio.
En 1861 Perkins dejó temporalmente  la universidad al comienzo de la guerra civil estadounidense. Pretendió alistarse en el Ejército de la Unión, pero fue rechazado para el servicio (medía 1,93 m de altura y pesaba 44 kg; sus alumnos le llamaban “el esqueleto humano"). Entonces regresó a la granja de cerdos familiar, donde trabajó para contribuir a alimentar a las tropas (la carne de cerdo salada era uno de los alimentos básicos de las raciones  militares de entonces). Aplicando sus habilidades matemáticas a la cría de cerdos,  amasó una considerable fortuna durante el conflicto. Después de la guerra Perkins regresó a su trabajo en la universidad y continuó llevando una vida muy frugal, ajustada a su pequeño salario. Entretanto, sus juiciosas inversiones empresariales hicieron que su fortuna se multiplicase considerablemente.

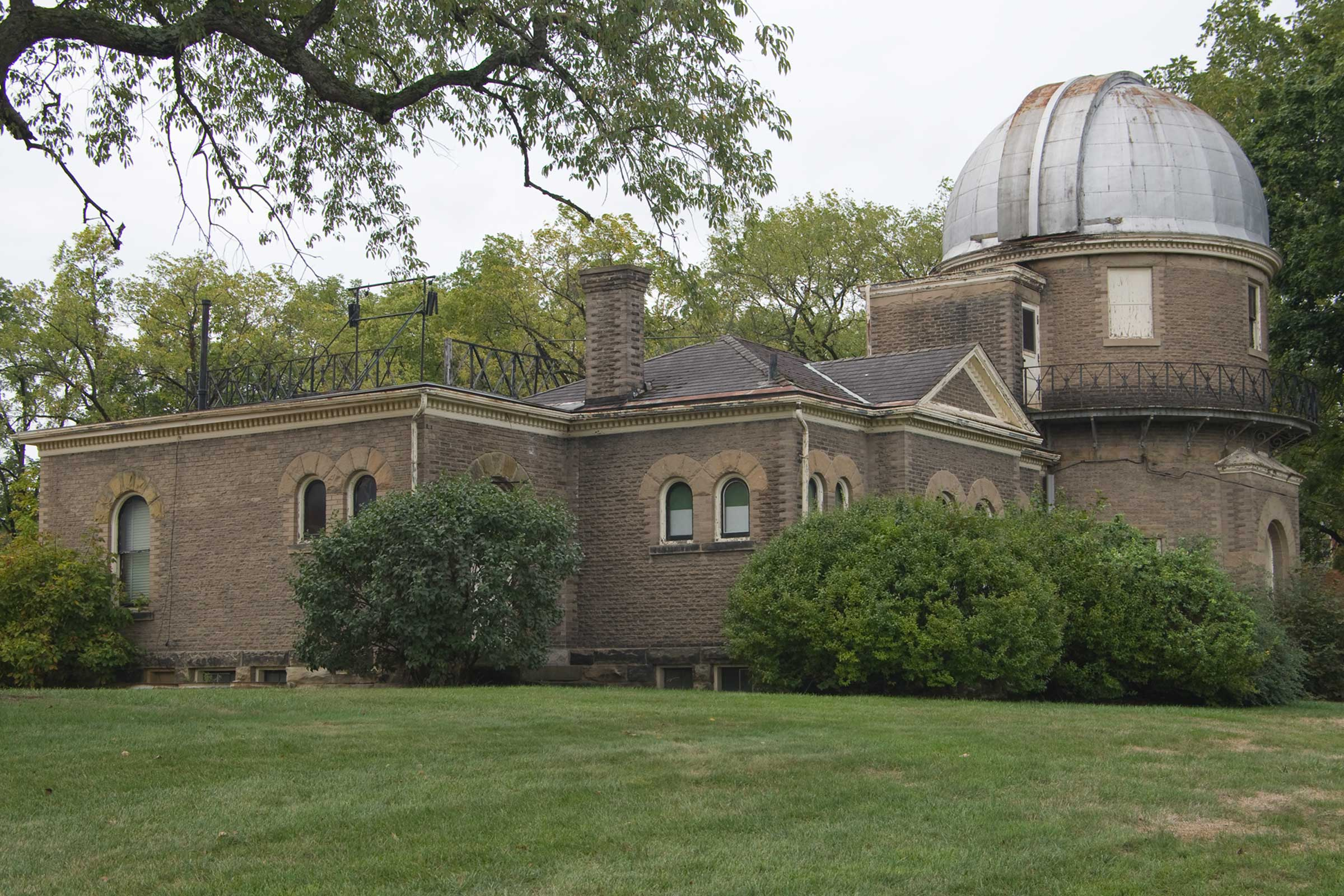
El antiguo edificio (actualmente, Observatorio Estudiantil Universitario Wesleyano de Ohio)

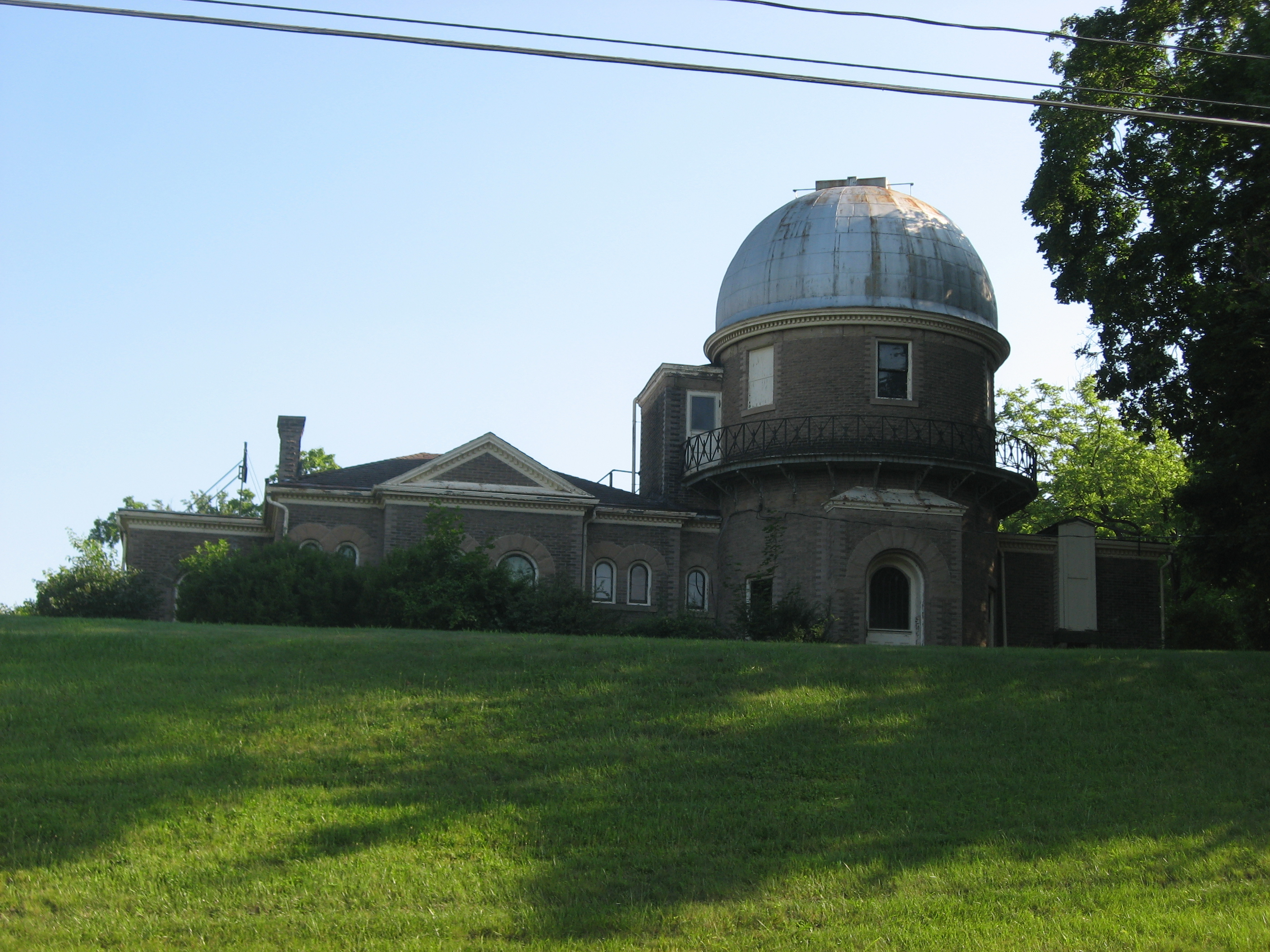
Otra vista del edificio

En 1896, donó los fondos necesarios para construir el primero de los dos observatorios que llevarían su nombre. Más adelante se rebautizó como el “Observatorio Estudiantil”, cuando el segundo Observatorio Perkins se construyó un cuarto de siglo después.
El matrimonio Perkins nunca tuvo hijos, y la hermana mayor del astrónomo nunca se casó. Careciendo de descendientes a los que dejar su fortuna, cuando se retiró en 1907, Perkins decidió dedicarse a la creación de “un observatorio astronómico de importancia”. Su deseo era que en este segundo observatorio pudiesen desarrollarse investigaciones punteras. Costó 15 años encontrar una ubicación apropiada y asegurar la financiación necesaria (Perkins aportó unos 250.000 de los 350.000 dólares presupuestados).
En 1923 se puso la primera piedra del nuevo observatorio, con el venerable profesor de 90 años de edad como invitado de honor a la ceremonia, aunque tan solo un año después, tanto Hiram como su esposa Caroline Perkins habían fallecido, y ninguno de los dos pudo ver la conclusión de la obra.
El edificio y la montura del telescopio se completaron en menos de dos años. La obra fue realizada por la Compañía Warner & Swasey de Cleveland, Ohio (que también construyó otros observatorios y telescopios, incluyendo el cercano Observatorio Yerkes de Chicago, el Observatorio Theodore Jacobsen en Seattle, Washington, el Observatorio Leander McCormick en Charlottesville, Virginia, y naturalmente, el Observatorio Warner y Swasey en Cleveland, Ohio). El edificio incluía una sala de conferencias, biblioteca, espacio de oficinas, corredores abovedados, un pequeño dormitorio para astrónomos visitantes, y espaciosas salas de trabajo y un taller con capacidad de trabajar piezas metálicas.
Aun así, Perkins había estipulado que el espejo del telescopio fuese fabricado en los Estados Unidos. En aquel tiempo, ninguna compañía de EE. UU. tenía la experiencia necesaria para fundir un espejo tan grande, así que la Agencia Nacional de Estándares apalabró hacerse cargo del proyecto. Este ambicioso reto contribuyó sin duda al progreso de la industria del vidrio para óptica en los Estados Unidos.
Los primeros cuatro intentos para fundir el espejo fracasaron. En el quinto intento, utilizando una técnica diferente, se logró moldear un bloque de vidrio de 1,8 m de diámetro con las necesarias condiciones de homogeneidad. Las tareas de amolado y pulido se prolongaron durante tres años. Cuando se instaló sobre la montura del telescopio en 1931, era el tercer espejo más grande  del mundo. Con anterioridad a la instalación del espejo definitivo, el observatorio utilizó un espejo de 1,50 m prestado por la Universidad de Harvard.

## Época de la Universidad Estatal de Ohio
Muy pronto se vio que la  Universidad Wesleyana carecía del personal con la pericia necesaria para operar uno de los mayores telescopios del mundo. En 1935 se llegó a un acuerdo de cooperación con la Universidad Estatal de Ohio en Columbus, que proporcionaría el personal y operaría el Observatorio Perkins durante los siguientes 63 años, adquiriendo su titularidad a efectos prácticos.
Las siguientes tres décadas se convirtieron en la "edad de oro" del observatorio. El cielo sin contaminación lumínica (aunque a veces algo nuboso) atrajo a astrónomos famosos de todo el mundo hasta el centro de Ohio para utilizar el gran telescopio, celebrándose en el observatorio importantes reuniones  de astrónomas profesionales y aficionados. La colección de textos de la biblioteca creció considerablemente, incluyendo muchos volúmenes raros.
El astrónomo Philip C. Keenan pasó la mayor parte de su vida profesional en el Observatorio Perkins, contratado por la Universidad Estatal de Ohio (y no por la Universidad Wesleyana). Utilizando el telescopio de 1,8 m, empleó casi 20 años tomando placas espectrográficas de vastas áreas del cielo nocturno. En colaboración con William Wilson Morgan del Observatorio Yerkes, Keenan contribuyó a crear el Sistema de Clasificación Estelar M-K (“M” por Morgan y “K” por Keenan), la clasificación estelar más común de las utilizadas hoy en día.
En 1932, el director en funciones del Observatorio Nikolai T. Bobrovnikov inició la publicación de un pequeño boletín casero, conocido como “The Telescope". Al principio trataba trimestralmente asuntos relacionados con las labores de investigación y con la actualidad del Observatorio Perkins, pero poco a poco fue expandiendo su cobertura a otros temas. En 1941 se fusionó con otra pequeña revista de astronomía, conocida como “The Sky”, dando origen a la publicación “Sky &  Telescope”.
Otra estipulación establecida por Perkins consistía en que las sesiones de observación fueran abiertas al público al menos una vez al mes.
El radiotelescopio conocido como Big Ear (Gran Oreja), se construyó en la propiedad del Observatorio Perkins, donde operó entre 1963 y 1998. Se hizo famoso por su trabajo en el SETI, cuando detectó la señal Wow! en 1977. Este instrumento fue construido y operado por la Universidad Estatal de Ohio.

## Años difíciles
El centro de Ohio nunca fue, y cada vez lo era menos, una ubicación particularmente buena para un telescopio de investigacióm astronómica. La baja altitud y el tiempo generalmente nublado contribuían a frustrar a los astrónomos que pretendían utilizar el telescopio de 1,8 m. Y lo que era más problemático, las ciudades de Columbus al sur y de Delaware al norte, habían crecido notablemente, y la contaminación lumínica era un inconveniente cada vez mayor. En consecuencia, en 1961 el telescopio se trasladó al Observatorio Lowell, situado en Flagstaff, Arizona.
Lowell es el observatorio privado (no universitario o estatal) más grande del mundo, y a finales del siglo XX, el telescopio Perkins era el mayor instrumento en uno de estos centros. El tiempo de trabajo del telescopio es compartido entre los astrónomos de Lowell y los de la Universidad Estatal de Ohio.
El gran telescopio original fue inmediatamente reemplazado en el Observatorio Perkins por un telescopio reflector cassegrain  de 81 cm, donado por Michael R. Schottland, un empresario de Martinsville, Virginia. En aquel momento, era el mayor telescopio de un propietario particular en los Estados Unidos. Actualmente, es uno de los tres telescopios más grandes de Ohio.
En 1964, tres años después de que el telescopio Perkins de 1,8 m llegase al Observatorio Lowell, se reemplazó sobre la montura original su antiguo espejo por uno nuevo del mismo diámetro, fabricado de un material más moderno. El espejo original fue prestado al COSI de Columbus, donde se exhibió durante un tiempo.
Parte del acuerdo entre las Universidades Wesleyana y la Estatal de Ohio con el Observatorio Lowell, implicaba que la Estatal continuara financiando las operaciones en el Observatorio Perkins, incluyendo mantener el edificio, la biblioteca, y los programas públicos mensuales. Aun así, en las décadas siguientes, sin instrumental de investigación en el propio Observatorio Perkins, fue declinando el interés del Departamento de Astronomía de la Universidad Estatal por la institución. El personal destinado en el observatorio quedó reducido a un secretario a tiempo parcial, con tan solo un edificio de superintendencia operativo, para el que había un presupuesto de mantenimiento pequeño. Muy pocos de los directores del observatorio (empleados de la Universidad Estatal) emplearon mucho de su tiempo en el centro. Ni tan siquiera había dinero suficiente en el presupuesto para mantener las suscripciones a revistas de astronomía de la biblioteca.
Durante algunos años, un pequeño domo desconectado y separado del edificio del observatorio principal, albergó un telescopio Schmidt de 0,6 metros y focal 1,8, trasladado en 1990 al Observatorio Lowell, donde fue extensamente mejorado utilizando financiación de la NASA. En 1993, este instrumento actualizado se conectó en línea con el sistema LONEOS (puesto en servicio para  detectar asteroides cercanos a la Tierra). Aun así, en aquella época el Observatorio Perkins no recibió ninguna compensación por el uso de este instrumento.
En la Universidad Wesleyana, desafortunadamente, el interés por el Observatorio Perkins también decayó, y se mostró muy poca preocupación por mantener el patrimonio histórico de la institución. Un fondo dotado con aproximadamente 90.000 dólares, donado por Hiram Perkins en su testamento (con el fin de financiar las operaciones del observatorio y el salario de su director) desapareció entre los fondos de dotación general de la Universidad Estatal. Y lo peor de todo: la mayor parte del terreno que rodeaba el observatorio fue vendido a promotores inmobiliarios. De la gran parcela inicial, en 1990 solo quedaban unos 65.000 m² (se construyó un campo de golf en el terreno vendido, obligando a desmontar el radiotelescopio Big Ear).

## Recuperación
En el los años 1990, Tom Burns, un miembro de la Sociedad Astronómica de Columbus y profesor de inglés en la Universidad Wesleyana de Ohio, fue nombrado Director del Observatorio Perkins. Burns consiguió expandir los programas públicos del Observatorio en el área de Ohio central, acrecentando su popularidad.
Se estableció una colaboración mutuamente beneficiosa con la Sociedad Astronómica de Columbus, y a cambio de espacio para su reunión mensual, la sociedad proporcionaba asistencia de voluntarios para los nuevos programas públicos del observatorio
Se emprendieron reparaciones importantes del domo del observatorio, gracias a los beneficios obtenidos por la venta de vidrios preparados para ver el eclipse solar de 1994. Las oficinas sin usar y los almacenes se convirtieron en salas de exposición, en un área de juego infantil y en una tienda de regalos pequeña. En septiembre de 1999, se recuperó el espejo original de 1,8 m cedido al COSI (donde llevaba una década guardado en un armario), y pasó a exhibirse.
En 1998, la Universidad Estatal de Ohio finalizó formalmente su relación con la Universidad Wesleyana de Ohio y con el Observatorio Perkins, dándose por terminado el acuerdo de 1935. La Universidad Estatal decidió emplear sus recursos financieros en adquirir tiempo de observación en el Gran Telescopio Binocular del Monte Graham. El telescopio de 1,8 m fue vendido al Observatorio Lowell. Los recursos obtenidos de esta venta fueron destinados al Fondo de Dotación del Observatorio Perkins. Miembros del personal que técnicamente pertenecían a la Universidad Estatal, comenzaron a recibir sus salarios de la Universidad Wesleyana.

## Uso actual
Actualmente, se desarrollan regulararmente sesiones de observación programadas casi todas las noches de los viernes y de los sábados durante todo el año. Los programas se desarrollan al anochecer o durante el día en ocasiones especiales. Una serie de conferencias mensuales explican diversos temas de astronomía actuales. Acontecimientos especiales ocasionales (como ferias de telescopios, conferenciantes invitados célebres o la observación de acontecimientos astronómicos inusuales) son también patrocinados y organizados por el Observatorio Perkins (por ejemplo, miles de personas visitaron el observatorio para ver el cometa Hale-Bopp en 1997). Cada vez que un eclipse solar notable es visible desde Ohio Central, se distribuyen varios millares de cristales preparados para verlo, y se planifican programas escolares educativos al respecto. Ed Krupp, Director del Observatorio Griffith, y John Dobson, inventor del telescopio dobsoniano, han pronunciado conferencias en la Universidad Wesleyana gracias al patrocinio del Observatorio Perkins.
El Observatorio es ahora la más popular y fiable fuente de información relacionada con la astronomía y la exploración espacial en Ohio central. Estaciones televisivas, diarios, otros museos de ciencia locales, y el público en general, confían en el profesor Burns y su personal para contestar a todo tipo de cuestiones, proporcionar una perspectiva actualizada, y corregir errores habituales de la gente sobre el mundo de la astronomía.

## Retos
El Observatorio Perkins afronta numerosos retos a comienzos del siglo XXI.
Como muchas instituciones públicas sin soporte del gobierno, el observatorio debe afrontar sus limitaciones financieras. A pesar de que la Universidad Wesleyana le presta su apoyo, no basta para cubrir el dinero que precisan los sueldos del personal, los programas de expansión, o el mantenimiento del edificio histórico. Se ha establecido un fondo de dotación que acepta donaciones.
Desde que el observatorio se construyó entre 1923 y 1931, ha experimentado muchas operaciones de mantenimiento, propias de edificios históricos. Costosas reparaciones y las instalaciones de calefacción y de aire acondicionado consumen gran parte de un presupuesto limitado. La accesibilidad para personas discapacitadas no fue una preocupación propia de los años 1920. Adecuar el edificio para su uso público manteniendo su identidad arquitectónica única ha sido difícil, costoso, y ha requerido mucho tiempo.
El reto más problemático que debe afrontar el Observatorio Perkins es evitar el efecto creciente de la contaminación lumínica. La ciudad de Delaware se está expandiendo desde el norte mientras que Columbus se expande desde el sur. A pesar de que sus ordenanzas de alumbrado cubren el área circundante, la aplicación de estas normas es una lucha constante. El personal del observatorio reconoce que se acerca el día en el que ya no se podrán observar objetos del cielo profundo desde su actual emplazamiento.
El observatorio afronta nuevos desafíos desde octubre de 2009, cuando se hicieron planes para convertir parte del club de golf anexo en apartamentos y locales comerciales. Esta nueva fuente de contaminación lumínica seguramente inutilizará el observatorio. Los voluntarios y el personal del observatorio están informando del problema a los residentes de Delaware y de Columbus, para que hagan llegar su opinión a la comisión de zonificación de Delaware, con el objeto de preservar la visión de los cielos que ha tenido el observatorio hasta ahora.